# Musafirhana
Musafirhana, od tur. misafirhane (musafir/muzafer:  putnik, namjernik, gost) + perz. ḫāne kuća, je zgrada u muslimanskom svijetu. To je kuća u kojoj je putnicima namjernicima ili gostima omogućeno besplatno prenoćiti i hraniti se. U bosanskih franjevaca također je postojala jedna prostorija namijenjena za muslimane putnike namjernike. To je bila posebno ograđena prostorija. Poznata je Fojnička musafirhana (Salihagića kuća u Fojnici), najstarija uporabljiva spomen kuća u Bosni vezana za osmansko razdoblje. Ugošćivalo se u njoj i čovjeka i konja ako je došao s njime. Svaki je gost imao pravo tri besplatna dana boravka i nikad više nije smio biti u njoj. Pravilo je vrijedilo za sve društvene slojeve. Musafirahana imala je za goste kuhinju. Prostor za žene bio je odvojen. Imalo se i tursku kupelj.

## Vanjske poveznice
- Fotografije musafirhane